# Hyppa semivirgata
Hyppa semivirgata är en fjärilsart som beskrevs av Tutt 1892. Hyppa semivirgata ingår i släktet Hyppa och familjen nattflyn. Inga underarter finns listade i Catalogue of Life.